# John Cuneo
John Bruce Cuneo (Sydney, 16 de junho de 1928 — 2 de junho de 2020) é um velejador australiano, campeão olímpico. Ele competiu nos Jogos Olímpicos de Verão de 1972 na classe Dragon e conquistou a medalha de ouro, ao lado de Thomas Anderson e John Shaw.
Cuneo navegou a bordo do Southern Cross, o desafiante australiano derrotado na Copa América de 1974. Ele foi educado na Escola Secundária da Igreja Anglicana. Ele foi introduzido no Sport Australia Hall of Fame em 1986 e no Queensland Sport Hall of Fame em 2009. Em 2018, Cuneo, Anderson e Shaw foram introduzidos no Australian Sailing Hall of Fame.